# Peperomia armstrongii
Peperomia armstrongii là một loài thực vật có hoa trong họ Hồ tiêu. Loài này được Villa miêu tả khoa học đầu tiên.